# Білобрам Осип Корнилович
О́сип Корни́лович Білобра́м (псевдо: «Беркут», «Борис», «Джура») (1 січня 1923, с. Ямниця, нині Тисменицький район, Івано-Франківська область — 13 грудня 1943, м. Львів).

## Життєпис
Народився 1 січня 1923 року в с. Ямниця, нині Тисменицький район, Івано-Франківська область, Україна.
1939–1941 — провідник Юнацтва ОУН середньої школи число 3 м. Станиславова, серед пластових вихованців — Оксана Припхан.
1941 — член проводу Пласту в часі виховно-вишкільного таборування юнацтва в селі Ямниця (Тисменицький район).
1942 — член крайового проводу Юнацтва Західних Українських Земель.
Помер у в'язниці ґестапо наслідком катувань.